# Perdasdefogu
Perdasdefogu (sardisk: Foghèsu) er en by og en kommune (comune) i provinsen Nuoro i regionen Sardinien i Italien. Byen ligger i 600 meters højde og har 1.937 indbyggere (2016). Kommunen har et areal på 77,75 km² og grænser til kommunerne Ballao, Escalaplano, Seui, Ulassai og Villaputzu.